# The Harlequin Tea Set and Other Stories
The Harlequin Tea Set est un recueil de neuf nouvelles écrit par Agatha Christie, publié aux États-Unis le 14 avril 1997 chez l'éditeur G. P. Putnam's Sons.
Le recueil est un mélange de nouvelles policières, fantastiques ou plus romantiques. Seules les nouvelles nos 4 et 8 mettent en scène un personnage récurrent : le détective belge Hercule Poirot.

## Composition du recueil
1. The Edge (Le Point de non-retour)
2. The Actress (La Comédienne)
3. While the Light Lasts (Tant que brillera le jour)
4. The House of Dreams (La Maison des rêves)
5. The Lonely God (Le Dieu solitaire)
6. Manx Gold (L'Or de Man)
7. Within a Wall (En dedans d'une muraille)
8. The Mystery of the Spanish Chest (Le Mystère du bahut espagnol)
9. The Harlequin Tea Set (Le Service à thé Arlequin)

## Publications

### Royaume-Uni
Un recueil similaire est sorti la même année (1997) au Royaume-Uni sous le titre While the Light Lasts and Other Stories, ne reprenant que les sept premières nouvelles du recueil américain. Les deux dernières nouvelles ont été précédemment publiées dans d'autres recueils :
- la nouvelle no 8 est publiée en 1960 dans The Adventure of the Christmas Pudding and a Selection of Entrées ;
- la nouvelle no 9 est publiée en 1991 dans Problem at Pollensa Bay and Other Stories.

### France
En France, une adaptation exacte du recueil britannique de 1997 est sorti en 1999 sous le titre Tant que brillera le jour, dans lequel se trouve donc les sept premières nouvelles du recueil américain. Pour les deux dernières nouvelles :
- la nouvelle no 8 est publiée en 1969 dans Témoin à charge ;
- la nouvelle no 9 est publiée en 2001 dans Le Second Coup de gong.